# Worb
Worb is een gemeente en plaats in het Zwitserse kanton Bern, en maakt deel uit van het district Bern-Mittelland.
Worb telt 11.370 inwoners.

## Bezienswaardigheden
- Brouwerij Albert Egger
- Kasteel Worb

## Geboren
- Jamal Othman (1986), kunstschaatser